# Jeff Lebo
Jeffrey Brian "Jeff" Lebo, (Carlisle, Pennsylvania, 5 de octubre de 1966) es un exjugador y entrenador de baloncesto estadounidense que ejerce en la NCAA.

## Trayectoria como jugador

### Universidad
Lebo se destacó como jugador desde su juventud, llegando a participar del McDonald's All-American Game en 1985. Actuaba en la posición de base.
Fue reclutado por los North Carolina Tar Heels, el equipo que representa a la Universidad de Carolina del Norte en Chapel Hill en la Atlantic Coast Conference de la División I de la NCAA. Allí jugaría durante cuatro temporadas, promediando 11,8 puntos, 2,5 rebotes y 4,4 asistencias por partido en 133 presentaciones.

### NBA
Pese a no haber sido seleccionado por ninguna franquicia en el Draft de la NBA de 1989, consiguió una invitación a un campo de entrenamiento de los San Antonio Spurs que eventualmente le garantizó un contrato con el equipo texano. Sin embargo la carrera de Lebo en la NBA fue brevísima, ya que solamente pudo disputar 4 partidos antes de ser cortado del equipo.

### Selección nacional
Lebo fue parte de la selección de baloncesto de Estados Unidos que obtuvo la medalla de plata en los Juegos Panamericanos de 1987.

## Trayectoria como entrenador
Aunque Lebo recibió ofertas para continuar jugando profesionalmente en equipos de ligas menores estadounidenses, en 1990 optó por comenzar una carrera como entrenador de baloncesto en el circuito universitario estadounidense. De ese modo se desempeñó como asistente en varios equipos, hasta que en 1998 los Tennessee Tech Golden Eagles le dieron la oportunidad de convertirse en el entrenador principal de su equipo. Allí estuvo durante cuatro temporadas, teniéndolo a su padre Dave Lebo como su asistente y consejero.
Posteriormente dirigiría a los Chattanooga Mocs, los Auburn Tigers y los East Carolina Pirates.
Su única experiencia al frente de un equipo de jugadores profesional fue durante la temporada 2019-20 de la NBA G League cuando se sumó al Greensboro Swarm como asistente al equipo de entrenadores encabezado por Joe Wolf.